# Tesoro de Mâcon
El Tesoro de Mâcon es el nombre de un tesoro de plata de la Antigua Roma encontrado en la ciudad de Mâcon, al este de Francia, en 1764. Poco después de su descubrimiento, la mayor parte del tesoro desapareció, y solamente se identificaron 8 estatuillas y un plato de plata como parte del hallazgo original. Todos estos objetos se encuentran ahora en el Museo Británico de Londres.

## Descubrimiento
En 1764, se encontró un gran tesoro de plata romana en Mâcon, Borgoña. Los primeros informes sugieren que el tesoro incluía más de 30.000 monedas de oro y plata, una amplia gama de joyas, cinco platos y un gran número de figuras de plata. La mayoría de estos objetos desaparecieron, presumiblemente para ser fundidos por el valor de sus lingotes. Del tesoro original únicamente quedan ocho estatuillas y un plato de plata. Las estatuillas fueron legadas por el administrador del museo Británico —a partir de 1814— y filántropo Richard Payne Knight, mientras que el plato fue adquirido por el museo como parte de la colección del Duque de Blacas a sus herederos en 1867.

## Disposición original
Las estatuillas probablemente formaban parte de un santuario o altar público o doméstico para el culto local. Una figura grabada en el medallón central del plato muestra a un hombre vertiendo una libación en un altar. Basándose en la antigüedad de las últimas monedas encontradas con el tesoro —ninguna de las cuales es posterior al emperador romano Galieno—, los arqueólogos han estimado que el tesoro tiene su origen en la segunda mitad del siglo III, cuando esta parte de la Galia se enfrentaba a la insurrección durante la crisis del siglo III.

## Descripción
Cuatro de las estatuillas representan a la deidad romana Mercurio, muy venerada en la Galia romana. Otras imágenes de deidades representadas son la diosa de la luna Selene, Genio y Júpiter, que sujeta un rayo. Quizá el objeto más impresionante del tesoro sea la pequeña figura de una Tutela, la diosa del azar o la fortuna. Aparece llevando en su mano un plato y bustos de varias divinidades y entre sus alas se colocan imágenes de dioses de los siete días de la semana: Saturno, Sol, Selene, Marte, Mercurio, Júpiter y Venus. Otro objeto asociado al tesoro es un gran plato circular de plata.

## Galería

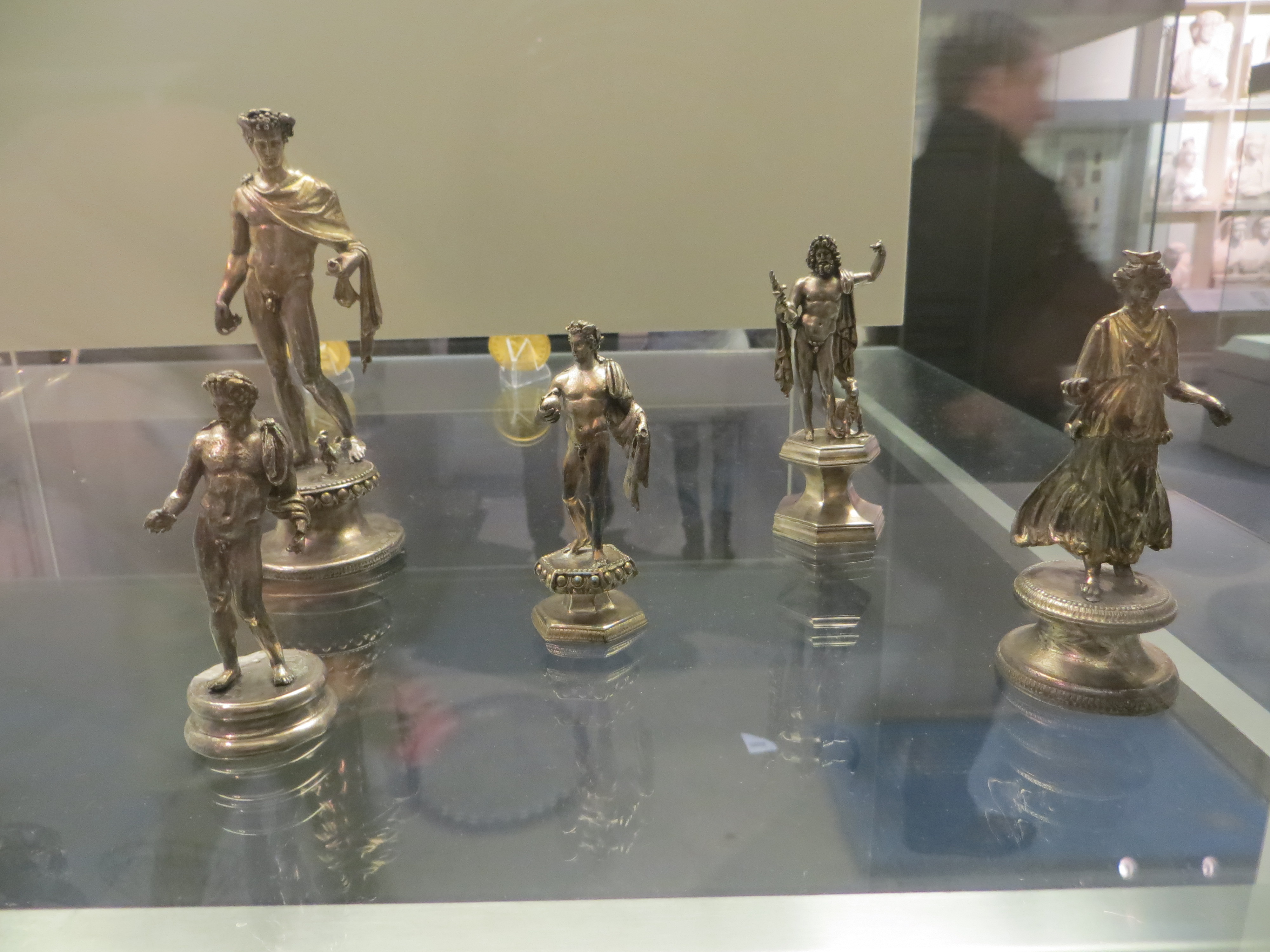
Tres estatuillas de plata de Mercurio junto a Júpiter y Selene.
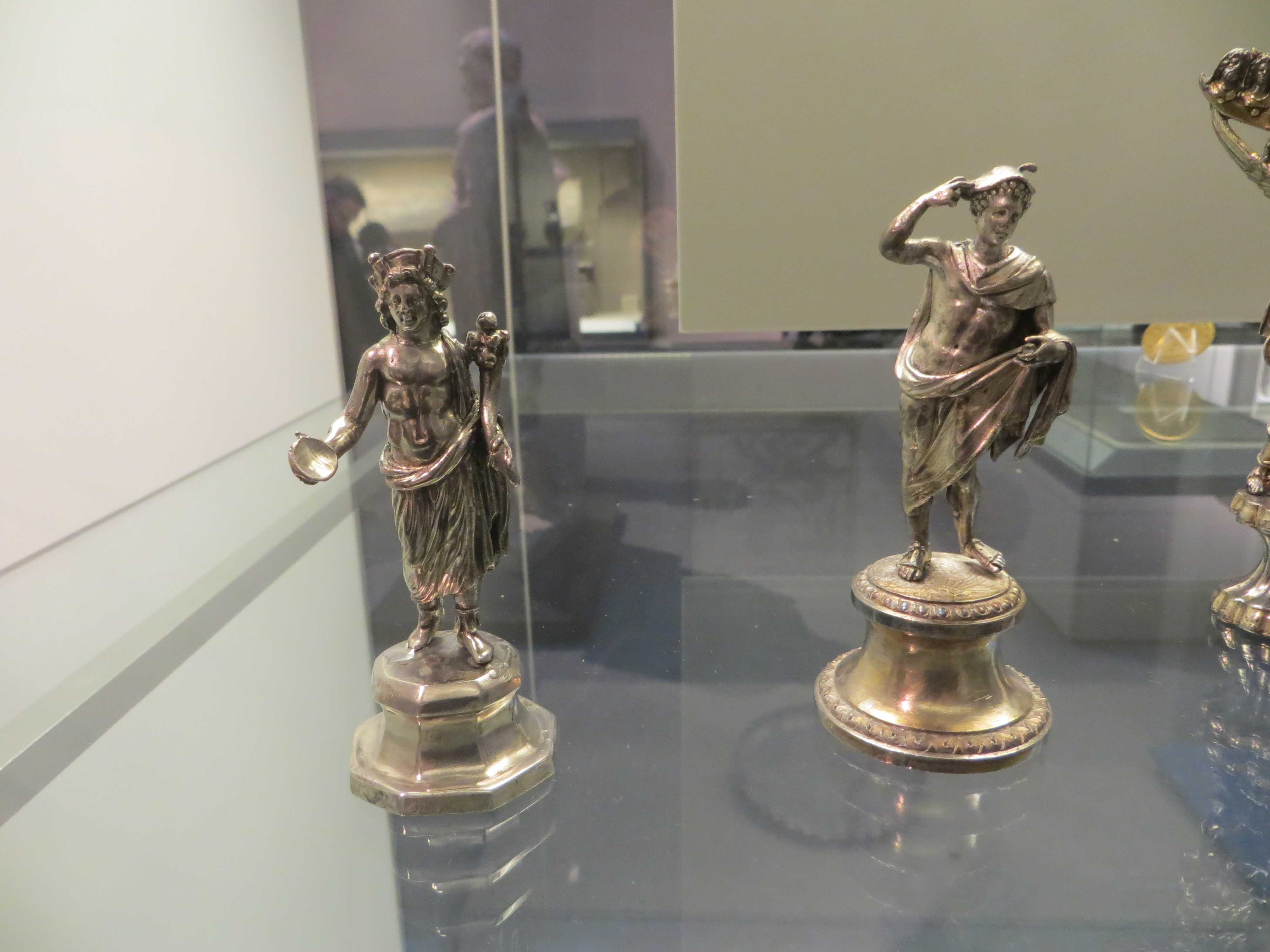
Representación de Genio y Mercurio
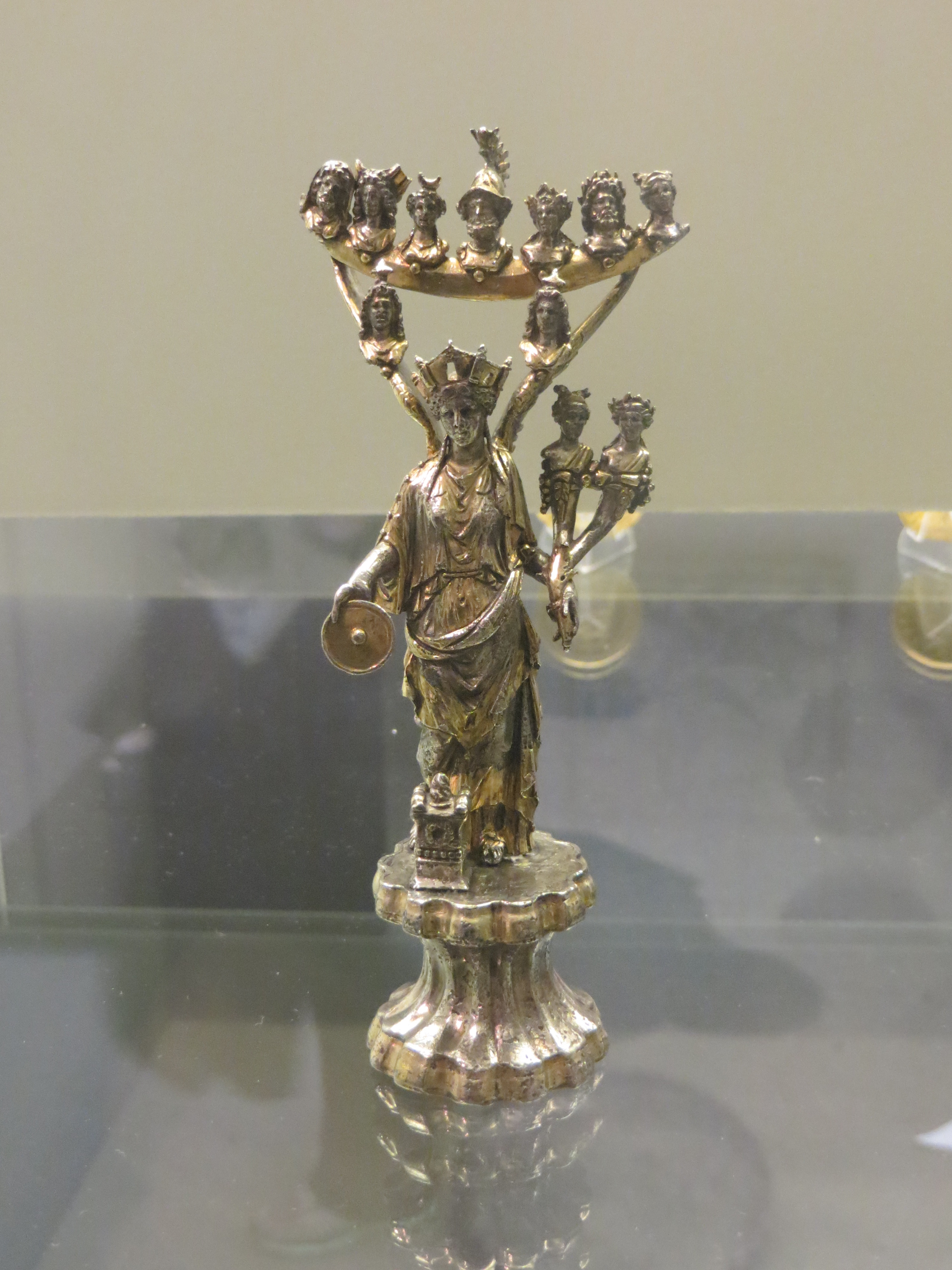
Figura Tutela con imágenes de los siete días de la semana - 14 cm alto
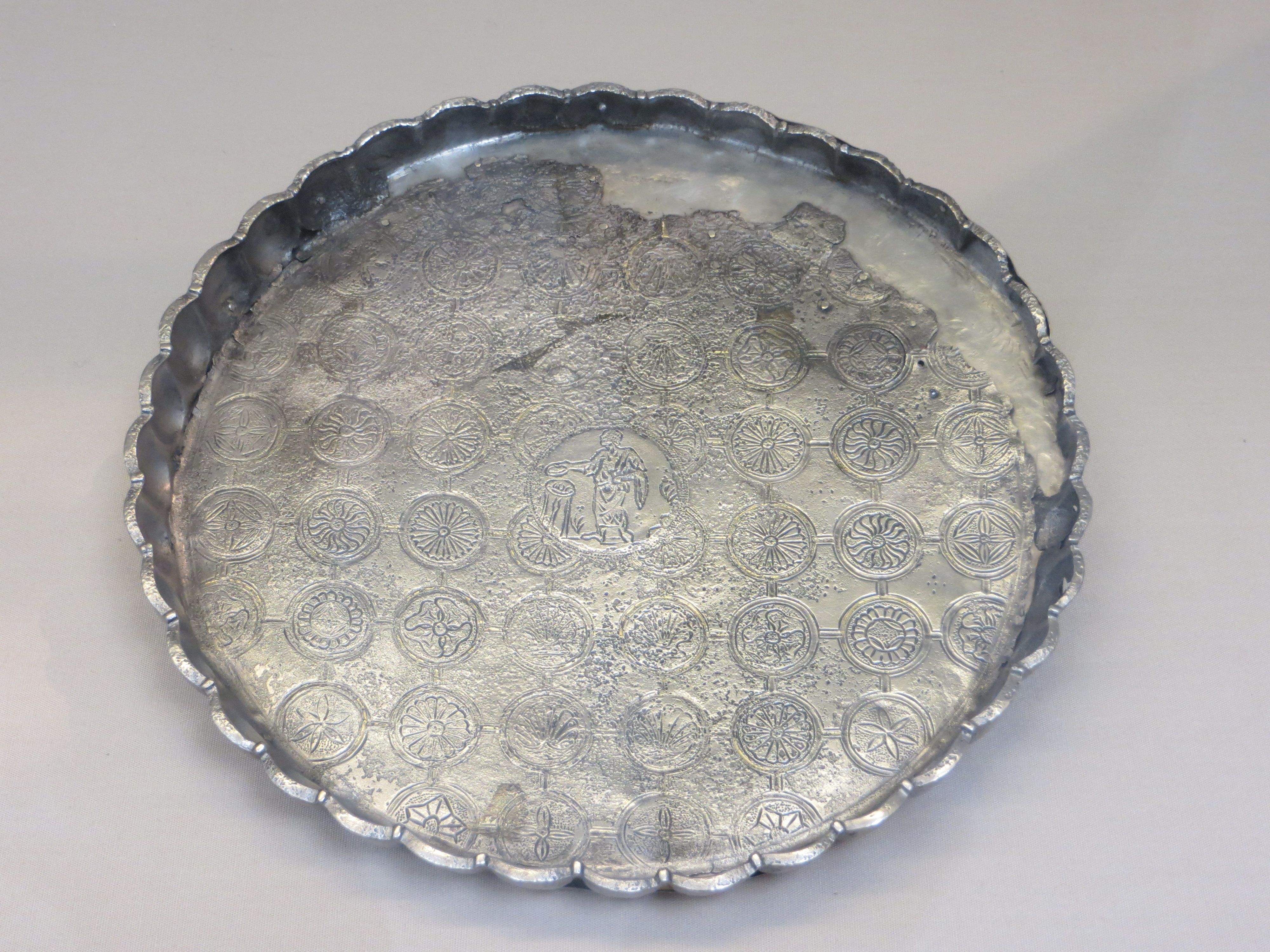
Plato de plata con borde estriado. En el medallón central, un hombre vierte una libación en un altar.